# 財經 體育 資訊台電視節目列表 (2020年代)
本列表是財經 體育 資訊台電視節目列表的子列表，列出2020年代的無綫電視無綫財經 體育 資訊台節目（只限綜藝及資訊節目）。
本列表亦列出曾於無綫電視翡翠台、J2、明珠台首播的節目（只限綜藝及資訊節目，新聞及資訊部製作之外購節目除外）。
除特別註明外，所有節目均為高清製作。
註：節目名稱後的為該節目於其所屬地區的原名(如有)。

## 2020年
| 首播日期 | 集數  | 類別          | 節目名稱                                                             | 主持/演出/旁白 | 官方網頁                       | 備註 |
| -------- | ----- | ------------- | -------------------------------------------------------------------- | --- | ------------------------------ | ---- |
| 1月1日   | 8     | 自然紀錄片    | 奇異的世界（第一季）（Weird Wonders of the World (I)）               | 旁白：Chris Packham（英語原聲）；陳欣（粵語配音）                                                                                                   |                                |      |
| 1月5日   | 3     | 長者          | 「耆」妙餐廳（주문을 잊은 음식점）                                   | 旁白：黃玉娟（粵語配音） |                                |      |
| 1月16日  | 11    | 紀錄片        | 島嶼情懷（第三輯）（The Island Diaries with Sophie Fouron (III)）    | 主持：Sophie Fouron（英語原聲）；陳琴雲（粵語配音）                                                                                                 |                                |      |
| 1月16日  | 6     | 動物紀錄片    | 動物超感應（Animal Senses）                                          | 旁白：黃啟昌（粵語配音） |                                |      |
| 1月18日  | 3     | 文化紀錄片    | 巨匠（第二季）（Making Marvels (II)）                                | 旁白：黃玉娟（粵語配音） |                                |      |
| 1月22日  | 2     | 旅遊          | 安哥玩轉巴西（Anh Does Brazil）                                      | 主持：安·多（英語原聲）；陳永信（粵語配音） |                                |      |
| 2月3日   | 1     | 紀錄片        | 樂在智中尋（The Joy of AI）                                          | 主持：Jim al-Khalili（英語原聲）；陳卓智（粵語配音）                                                                                                |                                |      |
| 2月5日   | 2     | 旅遊          | 安哥玩轉英國（Anh Does Britain）                                     | 主持：安·多（英語原聲）；陳健豪（粵語配音） |                                |      |
| 2月8日   | 3     | 文化紀錄片    | 佳節（Celebration Nation）                                           | 旁白：招世亮（粵語配音） |                                |      |
| 2月10日  | 4     | 旅遊          | 兩個轆遊東瀛（第二輯）（Cycle Around Japan (II)）                    | 旁白：黃啟昌（粵語配音） |                                |      |
| 2月10日  | 4     | 紀錄片        | 企業大翻身（第三季）（Inside the Storm Back from the Brink (III)）   | 旁白：黃玉娟（粵語配音） |                                |      |
| 2月16日  | 1     | 文化紀錄片    | 青森睡魔燈籠祭（青森ねぶた祭）                                       | 主持：北村麻子（日語原聲）；劉惠雲（粵語配音） |                                |      |
| 2月16日  | 10    | 長者          | 忘不了餐廳（第一季）                                                 | 演出：黃 渤、宋祖兒、張元坤（國語原聲）；翟耀輝、羅孔柔、胡家豪（粵語配音）                                                                         |                                |      |
| 2月19日  | 2     | 旅遊          | 安哥玩轉意大利（Anh Does Italy）                                     | 主持：安·多（英語原聲）；陳永信（粵語配音） |                                |      |
| 2月23日  | 1     | 文化紀錄片    | 大師的風采．小澤征爾（Seiji Ozawa Retour au Japon）                  | 旁白：陳欣（粵語配音） |                                |      |
| 2月27日  | 7     | 自然紀錄片    | 生物與牠們的秘密（第一輯）（Strange Creatures (I)）                  | 旁白：招世亮（粵語配音） | TVB網頁 （页面存档备份，存于） |      |
| 2月29日  | 6     | 文化紀錄片    | 古跡可尋（Heritage）                                                 | 旁白：鄭麗麗（粵語配音） |                                |      |
| 3月1日   | 5     | 文化紀錄片    | 大藝術家（第一輯）（Great Art (I)）                                  | 主持：Tim Marlow（英語原聲）；翟耀輝（粵語配音） |                                |      |
| 3月2日   | 3     | 動物紀錄片    | 大貓百科（Big Cats）                                                 | 旁白：Bertie Carvel（英語原聲）；翟耀輝（粵語配音）                                                                                                 |                                |      |
| 3月3日   | 6     | 紀錄片        | 奇趣工場（第二輯）（Inside the Factory (II)）                        | 主持：Gregg Wallace、Cherry Healey、Ruth Goodman（英語原聲）；蕭徽勇、劉惠雲、沈小蘭（粵語配音）                                                    |                                |      |
| 3月3日   | 3     | 自然紀錄片    | 最美的角落（第二季）（Earth's Natural Wonders (II)）                 | 旁白：蘇菲·歐克妮多（英語原聲）；詹健兒（粵語配音）                                                                                                 |                                |      |
| 3月5日   | 1     | 旅遊          | 安哥玩轉北歐（Anh Does Scandinavia）                                 | 主持：安·多（英語原聲）；陳永信（粵語配音） |                                |      |
| 3月5日   | 13    | 自然紀錄片    | 大自然的日常（第三輯）（ダーウィンが来た! 〜生きもの新伝説〜）       | 旁白：陳耀楠（粵語配音） |                                |      |
| 3月6日   | 3     | 自然紀錄片    | 野性安第斯山脈（Die Anden - Natur am Limit）                         | 旁白：Josh Goodman（英語原聲）；麥皓豐（粵語配音）                                                                                                  |                                |      |
| 3月7日   | 2     | 紀錄片        | 黃金誘惑（Gold The Story of Man's 6000 Year Obsession）              | 主持：Grant Williams（英語原聲）；招世亮（粵語配音）                                                                                                |                                |      |
| 3月9日   | 5     | 旅遊          | 兩個轆遊東瀛（第三輯）（Cycle Around Japan (III)）                   | 旁白：黃啟昌（粵語配音） |                                |      |
| 3月12日  | 1     | 旅遊          | 安哥玩轉冰島（Anh Does Iceland）                                     | 主持：安·多（英語原聲）；陳永信（粵語配音） |                                |      |
| 3月16日  | 3     | 動物紀錄片    | 大貓這一家（Big Cats about the House）                               | 主持：Giles Clark（英語原聲）；鄧志堅（粵語配音）                                                                                                   |                                |      |
| 3月19日  | 2     | 旅遊          | 安哥玩轉越南（Anh Does Vietnam）                                     | 主持：安·多（英語原聲）；陳健豪（粵語配音） |                                |      |
| 3月21日  | 3     | 健康資訊      | 懷胎九月（9 Months That Made You）                                   | 旁白：張錦江（粵語配音） |                                |      |
| 3月24日  | 3     | 科學紀錄片    | 憤怒的地球（Volatile Earth）                                         | 旁白：Mark Bazeley（英語原聲）；陳欣（粵語配音） |                                |      |
| 4月3日   | 1     | 動物紀錄片    | 昆蟲零距離（Incredible Bugs）                                        | 主持：西恩·帕威（英語原聲）；李凱傑（粵語配音） |                                |      |
| 4月5日   | 5     | 文化紀錄片    | 大藝術家（第二輯）（Great Art (II)）                                 | 主持：Tim Marlow（英語原聲）；翟耀輝（粵語配音） |                                |      |
| 4月7日   | 4     | 紀錄片        | 崇山峻嶺極地行（第一季）（Extreme Treks Sacred Mountains (I)）       | 主持：Ryan Pyle（英語原聲）；雷霆（粵語配音） |                                |      |
| 4月8日   | 4     | 寵物紀錄片    | 汪汪十小福（Ten Puppies and Us）                                     | 旁白：Neil Morrissey（英語原聲）；蘇強文（粵語配音）                                                                                                |                                |      |
| 4月10日  | 1     | 動物紀錄片    | 地下世界零距離（Incredible Diggers）                                 | 主持：西恩·帕威（英語原聲）；李凱傑（粵語配音） |                                |      |
| 4月11日  | 2     | 文化紀錄片    | 起筷（Chopsticks! Diversifying the World）                           | 旁白：張頌欣（粵語配音） |                                |      |
| 4月11日  | 1     | 健康資訊      | 超級食物真相（The Truth About Healthy Eating）                       | 主持：Fiona Phillips（英語原聲）；許盈（粵語配音）                                                                                                  |                                |      |
| 4月13日  | 12    | 動物紀錄片    | 至Cute動物排行榜（72 Cutest Animals）                                | 旁白：陳永信（粵語配音） |                                |      |
| 4月14日  | 5     | 紀錄片        | 天際無垠（Expedition Sternenhimmel）                                 | 旁白：Ben Posener（英語原聲）；李鎮然（粵語配音）                                                                                                   |                                |      |
| 4月16日  | 13    | 自然紀錄片    | 大自然的日常（第四輯）（ダーウィンが来た! 〜生きもの新伝説〜）       | 旁白：陳耀楠（粵語配音） |                                |      |
| 4月17日  | 1     | 動物紀錄片    | 青蛙零距離（Incredible Frogs）                                       | 主持：西恩·帕威（英語原聲）；陳欣（粵語配音） |                                |      |
| 4月18日  | 10    | 科學紀錄片    | 非凡地球（One Strange Rock）                                         | 主持：韋·史密夫（英語原聲）；雷霆（粵語配音） |                                |      |
| 4月19日  | 6     | 紀錄片        | 奇趣工場（第三輯）（Inside the Factory (III)）                       | 主持：Gregg Wallace、Cherry Healey、Ruth Goodman（英語原聲）；蕭徽勇、劉惠雲、沈小蘭（粵語配音）                                                    |                                |      |
| 4月24日  | 1     | 動物紀錄片    | 蜘蛛零距離（Incredible Spiders）                                     | 主持：西恩·帕威（英語原聲）；李凱傑（粵語配音） |                                |      |
| 4月29日  | 8     | 寵物紀錄片    | 寵物學園（Teach My Pet to Do That）                                  | 主持：亞歷山大·阿姆斯壯（英語原聲）；陳卓智（粵語配音）                                                                                             |                                |      |
| 5月1日   | 1     | 動物紀錄片    | 救救黑猩猩（Sue Perkins and the Chimp Sanctuary）                    | 主持：Sue Perkins（英語原聲）；許盈（粵語配音） |                                |      |
| 5月8日   | 1     | 動物紀錄片    | 阿Sir之奇妙蛋世界（Attenborough's Wonder of Eggs）                   | 主持：大衛·愛登堡（英語原聲）；張炳強（粵語配音）                                                                                                   |                                |      |
| 5月10日  | 5     | 文化紀錄片    | 大藝術家（第三輯）（Great Art (III)）                                | 主持：Tim Marlow（英語原聲）；翟耀輝（粵語配音） |                                |      |
| 5月10日  | 5     | 紀錄片        | 天台的日與夜（第二季）（Sur les toits des villes）                   | 旁白：麥皓豐（粵語配音） |                                |      |
| 5月15日  | 1     | 動物紀錄片    | 巨鯊天下（Big Sharks Rule）                                          | 旁白：Lance Lewman（英語原聲）；蕭徽勇（粵語配音）                                                                                                  |                                |      |
| 5月19日  | 2     | 紀錄片        | 極地登峰（Steve Backshall Vs the Vertical Mile）                     | 主持：Steve Backshall（英語原聲）；葉振聲（粵語配音）                                                                                               |                                |      |
| 5月22日  | 1     | 動物紀錄片    | 鳥之國度（Planet of the Birds）                                      | 旁白：Rodd Houston（英語原聲）；黃啟昌（粵語配音）                                                                                                  |                                |      |
| 5月25日  | 1     | 動物紀錄片    | 大自然巨無霸（Nature's Biggest Beasts）                              | 旁白：Miles Jupp（英語原聲）；李致林（粵語配音） |                                |      |
| 5月21日  | 7 (8) | 飲食紀錄片    | 風味人間                                                             | 旁白：招世亮（粵語配音） |                                |      |
| 5月26日  | 2     | 紀錄片        | 別讓毒素害了你（Body Burden）                                        | 旁白：李潤知（粵語配音） |                                |      |
| 5月27日  | 1     | 動物紀錄片    | 阿Sir之巨象傳說（Attenborough and the Giant Elephant）               | 主持：大衛·愛登堡（英語原聲）；張炳強（粵語配音）                                                                                                   |                                |      |
| 5月29日  | 8     | 自然紀錄片    | 奇異的世界（第二季）（Weird Wonders of the World (II)）              | 旁白：Chris Packham（英語原聲）；陳欣（粵語配音）                                                                                                   |                                |      |
| 5月29日  | 20    | 賺錢紀錄片    | 行行有錢賺（第一季）（The Profit (I)）                               | 主持：Marcus Lemonis（英語原聲）；翟耀輝（粵語配音）                                                                                                |                                |      |
| 6月1日   | 4     | 動物紀錄片    | 澳洲猛獸實錄（Deadly Australians）                                   | 旁白：Ant Neate（英語原聲）；麥皓豐（粵語配音） |                                |      |
| 6月3日   | 13    | 寵物紀錄片    | 汪汪育嬰室（第三季）（The Wonderful World of Puppies (III)）         | 旁白：Ashley Jensen（英語原聲）；沈小蘭（粵語配音）                                                                                                 |                                |      |
| 6月4日   | 13    | 自然紀錄片    | 大自然的日常（第五輯）（ダーウィンが来た! 〜生きもの新伝説〜）       | 旁白：陳耀楠（粵語配音） |                                |      |
| 6月14日  | 6     | 紀錄片        | 飛越百萬年（Year Million）                                           | 旁白：麥皓豐（粵語配音） |                                |      |
| 6月27日  | 10    | 飲食/健康資訊 | 食得健康（Healthy Food Guide）                                       | 主持：Carly Flynn、Claire Turnbull、Sam Campbell（英語原聲）；梁少霞、陳琴雲、李鎮然（粵語配音）                                                    |                                |      |
| 6月27日  | 1     | 兒童紀錄片    | 女孩子的小宇宙（The Secret Life of 5 Year Olds: All Girls）          | 旁白：唐·弗蘭奇（英語原聲）；鄭麗麗（粵語配音） |                                |      |
| 6月29日  | 10    | 動物紀錄片    | 猩猩學堂（Orangutan Jungle School）                                  | 旁白：Laura Shavin（英語原聲）；許盈（粵語配音） |                                |      |
| 6月30日  | 2     | 真人秀        | 極地攀山王（Steve Backshall's Extreme Mountain Challenge）           | 主持：Steve Backshall（英語原聲）；葉振聲（粵語配音）                                                                                               |                                |      |
| 7月1日   | 7     | 紀錄片        | 星級酒店背後（第二季）（Amazing Hotels Life Beyond the Lobby (II)）  | 主持：Giles Coren、Monica Galetti（英語原聲）；陳欣、黃玉娟（粵語配音）                                                                             |                                |      |
| 7月4日   | 6     | 兒童紀錄片    | 孩子的小宇宙（第三季）（The Secret Life of 4, 5, 6 Year Olds (III)） | 旁白：張裕東（粵語配音） |                                |      |
| 7月8日   | 9     | 飲食          | 滋味獅城（Destination Flavour Singapore）                            | 主持：廖崇明（英語原聲）；陳卓智（粵語配音） |                                |      |
| 7月8日   | 3     | 旅遊          | 東瀛深度遊（Joanna Lumley's Japan）                                  | 主持：喬安娜·拉姆利（英語原聲）；沈小蘭（粵語配音）                                                                                                 |                                |      |
| 7月14日  | 2     | 真人秀        | 極地涉水王（Steve Backshall's Extreme River Challenge）              | 主持：Steve Backshall（英語原聲）；葉振聲（粵語配音）                                                                                               |                                |      |
| 7月14日  | 2     | 歷史紀錄片    | 穹蒼下的南韓山脈（Aerial Mountains）                                 | 旁白：陳耀楠（粵語配音） |                                |      |
| 7月16日  | 2     | 科學紀錄片    | 大小科學（Size Matters）                                             | 旁白：黃啟昌（粵語配音） |                                |      |
| 7月17日  | 1     | 飲食紀錄片    | 食肉成癮（Fat Meat Addiction）                                       | 旁白：李鎮然、黃昕瑜（粵語配音） |                                |      |
| 7月24日  | 3     | 紀錄片        | 部落與猛獸（第二季）（Animals & Me Tribes (II)）                     | 主持：Gordon Buchanan（英語原聲）；陳欣（粵語配音）                                                                                                 |                                |      |
| 7月24日  | 10    | 財經/訪談     | 品牌解碼                                                             | 主持：胡定旭、廖倬竩、何佩珊 | TVB網頁 （页面存档备份，存于） |      |
| 7月26日  | 1     | 健康資訊      | 夢想BB（Dream Babies）                                               | 旁白：陳欣（粵語配音） |                                |      |
| 7月28日  | 7     | 歷史紀錄片    | 穹蒼下的美國（Aerial Cities）                                        | 旁白：Jim Conrad（英語原聲）；李鎮然（粵語配音） |                                |      |
| 7月30日  | 1     | 自然紀錄片    | 太陽系末日（The End of the Solar System）                            | 旁白：戴瑞克·傑寇比（英語原聲）；蘇強文（粵語配音）                                                                                                 |                                |      |
| 8月1日   | 13    | 自然紀錄片    | 大自然的日常（第六輯）（ダーウィンが来た! 〜生きもの新伝説〜）       | 旁白：陳耀楠（粵語配音） |                                |      |
| 8月6日   | 2     | 自然紀錄片    | 數字天氣（Climate Change by Numbers）                                | 主持：Hannah Fry、Norman Fenton、David Spiegelhalter（英語原聲）；鄭麗麗、陳欣、陳永信（粵語配音）                                                  |                                |      |
| 8月11日  | 10    | 飲食紀錄片    | 食得其樂（第三季）（Le bonheur est dans l'assiette）                 | 旁白：黃玉娟（粵語配音） |                                |      |
| 8月14日  | 2     | 動物紀錄片    | 史上十大猛獸（Top Ten Deadliest Beasts）                             | 旁白：Royce Pierreson（英語原聲）；黃啟昌（粵語配音）                                                                                               |                                |      |
| 8月15日  | 2     | 飲食          | 滋味北歐精選（Destination Flavour Scandinavia Best Bites）           | 主持：廖崇明（英語原聲）；陳卓智（粵語配音） |                                |      |
| 8月20日  | 1     | 自然紀錄片    | 暖化危機（Climate Change – The Facts）                               | 主持：大衛·愛登堡（英語原聲）；張炳強（粵語配音）                                                                                                   |                                |      |
| 8月26日  | 3     | 自然紀錄片    | 野性菲律賓（Wild Philippines with Nigel Marven）                     | 主持：奈吉爾·馬文（英語原聲）；陳欣（粵語配音） |                                |      |
| 8月27日  | 3     | 自然紀錄片    | 野性地球（Earth The Nature of Our Planet）                           | 旁白：Chris Morgan（英語原聲）；陳欣（粵語配音） |                                |      |
| 8月28日  | 2     | 動物紀錄片    | 鯨魚有腳的年代（When Whales Walked）                                 | 旁白：李·佩斯（英語原聲）；翟耀輝（粵語配音） |                                |      |
| 8月29日  | 6     | 自然紀錄片    | 生物與牠們的秘密（第二輯）（Strange Creatures (II)）                 | 旁白：招世亮（粵語配音） | TVB網頁 （页面存档备份，存于） |      |
| 9月7日   | 3     | 自然紀錄片    | 野性熱帶島（Islands in Time A Wildlife Odyssey）                     | 旁白：John Shrapnel（英語原聲）；翟耀輝（粵語配音）                                                                                                 |                                |      |
| 9月9日   | 1     | 健康資訊      | 感官小智慧（Myth or Science Come to Your Senses）                    | 主持：Jennifer Gardy（英語原聲）；鄭麗麗（粵語配音）                                                                                                |                                |      |
| 9月11日  | 6     | 寵物紀錄片    | 非常寵物（The Secret World of Posh Pets）                            | 主持：Patrick Aryee（英語原聲）；鄭麗麗（粵語配音）                                                                                                 |                                |      |
| 9月12日  | 10    | 文化紀錄片    | 璀璨薪火                                                             | 旁白：謝潔貞（粵語配音） |                                |      |
| 9月13日  | 12    | 旅遊          | 悠長假「耆」（第六輯）                                               | 主持：吳文芳（國語原聲）；朱子聰、陳永信（代配）（粵語配音）                                                                                        |                                |      |
| 9月19日  | 1     | 健康資訊      | 便便小智慧（Myth or Science The Power of Poo）                       | 主持：Jennifer Gardy（英語原聲）；鄭麗麗（粵語配音）                                                                                                |                                |      |
| 9月22日  | 5     | 歷史紀錄片    | 穹蒼下的俄羅斯（Russland von oben）                                  | 旁白：Timothy Birkett（英語原聲）；黃啟昌（粵語配音）                                                                                               |                                |      |
| 9月23日  | 3     | 健康資訊      | 醫生話你知（第二季）（Trust Me, I'm a Doctor (II)）                  | 主持：Michael Mosley、Gabriel Weston、Chris van Tulleken、Saleyha Ahsan（英語原聲）；陳欣、陸惠玲、黃啟昌、鄭麗麗（粵語配音）                       |                                |      |
| 9月23日  | 1     | 動物紀錄片    | 極速游隼（Super Fast Falcon）                                        | 旁白：彼得·卡帕爾蒂（英語原聲）；黃啟昌（粵語配音）                                                                                                 |                                |      |
| 9月28日  | 3     | 紀錄片        | 滋味工場（Inside the Factory: How Our Favourite Foods Are Made）     | 主持：Gregg Wallace、Cherry Healey、Ruth Goodman（英語原聲）；蕭徽勇、劉惠雲、沈小蘭（粵語配音）                                                    |                                |      |
| 9月30日  | 1     | 動物紀錄片    | 游隼天王（Peregrine Falcon Lord of the Skies）                       | 旁白：詹姆斯·福克纳（英語原聲）；陳欣（粵語配音）                                                                                                   |                                |      |
| 10月5日  | 1     | 動物紀錄片    | 蝶變（Sex, Lies & Butterflies）                                      | 旁白：保羅·吉亞瑪提（英語原聲）；陳欣（粵語配音）                                                                                                   |                                |      |
| 10月7日  | 3     | 健康資訊      | 醫生話你知（第三季）（Trust Me, I'm a Doctor (III)）                 | 主持：Michael Mosley、Gabriel Weston、Chris van Tulleken、Saleyha Ahsan（英語原聲）；陳欣、陸惠玲、黃啟昌、鄭麗麗（粵語配音）                       |                                |      |
| 10月7日  | 1     | 動物紀錄片    | 昆蟲世界（Insect World）                                             | 旁白：Andy Wisher（英語原聲）；陳欣（粵語配音） |                                |      |
| 10月9日  | 20    | 寵物資訊      | 我的麻煩寵物（Embarrassing Pets）                                    | 旁白：Elizabeth Gill（英語原聲）；鄭麗麗（粵語配音）                                                                                                |                                |      |
| 10月12日 | 1     | 自然紀錄片    | 野性非洲（Wonders of Africa）                                        | 旁白：Peter Marton（英語原聲）；陳欣（粵語配音） |                                |      |
| 10月12日 | 10    | 旅遊          | 大灣區的11種魅力                                                     | 主持：吳啟華、袁潔儀 | TVB網頁 （页面存档备份，存于） |      |
| 10月14日 | 1     | 動物紀錄片    | 智鬥美洲獅（Man vs. Puma）                                           | 主持：Boone Smith（英語原聲）；雷霆（粵語配音） 旁白：Ted Marcoux（英語原聲）；關令翹（粵語配音）                                                   |                                |      |
| 10月19日 | 3     | 自然紀錄片    | 野性波羅的海（Wilde Ostsee）                                         | 旁白：黃啟昌（粵語配音） |                                |      |
| 10月21日 | 2     | 自然紀錄片    | 野性塔特拉山脈（Die Hohe Tatra）                                     | 旁白：陳耀楠（粵語配音） |                                |      |
| 10月26日 | 1     | 紀錄片        | 廚神大戰科學家（Chef vs Science: The Ultimate Kitchen Challenge）    | 主持：Marcus Wareing、马克·米奥多尼克（英語原聲）；朱子聰、麥皓豐（粵語配音）                                                                       |                                |      |
| 10月27日 | 6     | 旅遊          | 翻山越野看世界（Tough Trucks）                                       | 主持：Laura Guiauchain、Zay Harding、Holly Morris（英語原聲）；鄭麗麗、李鎮然、黃玉娟（粵語配音）                                                   |                                |      |
| 10月28日 | 4     | 健康資訊      | 醫生話你知（第四季）（Trust Me, I'm a Doctor (IV)）                  | 主持：Michael Mosley、Gabriel Weston、Chris van Tulleken、Saleyha Ahsan（英語原聲）；陳欣、陸惠玲、黃啟昌、鄭麗麗（粵語配音）                       |                                |      |
| 11月1日  | 1     | 文化紀錄片    | 書藝名家（traces of the soul）                                       | |                                |      |
| 11月4日  | 5     | 自然紀錄片    | 野性古堡（Wild Castles）                                             | 旁白：Josh Goodman（英語原聲）；蘇強文（粵語配音）                                                                                                  |                                |      |
| 11月8日  | 5     | 文化紀錄片    | 色彩中國（The Colours of China）                                     | 旁白：陳欣（粵語配音） |                                |      |
| 11月9日  | 1     | 動物紀錄片    | 阿Sir之海龍傳說（Attenborough and the Sea Dragon）                   | 主持：大衛·愛登堡（英語原聲）；張炳強（粵語配音）                                                                                                   |                                |      |
| 11月21日 | 14    | 文化紀錄片    | 文明的軌跡（Path of Men）                                            | 旁白：劉惠雲（粵語配音） |                                |      |
| 11月25日 | 4     | 健康資訊      | 醫生話你知（第五季）（Trust Me, I'm a Doctor (V)）                   | 主持：Michael Mosley、Gabriel Weston、Chris van Tulleken、Saleyha Ahsan、Zoe Williams（英語原聲）；陳欣、陸惠玲、黃啟昌、鄭麗麗、黃昕瑜（粵語配音） |                                |      |
| 11月25日 | 8     | 飲食          | 美女廚房在澳洲（Rachel Khoo's Kitchen Notebook Melbourne）           | 主持：Rachel Khoo（英語原聲）；謝潔貞（粵語配音）                                                                                                   |                                |      |
| 12月1日  | 1     | 科學紀錄片    | 宇宙天氣奇觀（The Wildest Weather in the Universe）                  | 旁白：Miles Jupp（英語原聲）；陳欣（粵語配音） |                                |      |
| 12月3日  | 1     | 自然紀錄片    | 修復臭氧層（Ozone Hole How We Saved the Planet）                     | 旁白：Mike McShane（英語原聲）；鄧志堅（粵語配音）                                                                                                  |                                |      |
| 12月6日  | 4     | 長者          | 長壽之境（The Blue Zones of Longevity）                              | 主持：Angèle Ferreux-Maeght、Vincent Valinducq（英語原聲）；柚子蜜、張裕東（粵語配音） 旁白：沈小蘭（粵語配音）                                     |                                |      |
| 12月8日  | 8     | 真人秀        | 世外野人（第六輯）（Where the Wild Men Are with Ben Fogle (VI)）     | 主持：本·福格爾（英語原聲）；黃啟昌（粵語配音） |                                |      |
| 12月9日  | 3     | 自然紀錄片    | 野性大都會（Wild Metropolis）                                        | 旁白：丹尼爾·卡盧亞（英語原聲）；陳欣（粵語配音）                                                                                                   |                                |      |
| 12月10日 | 16    | 寵物紀錄片    | 迷你小寶貝（Too Cute Pint Sized）                                    | 旁白：Henry Strozier（英語原聲）；黃積權（粵語配音）                                                                                                |                                |      |
| 12月13日 | 6     | 文化紀錄片    | 藝術背後有段故（第一輯）（Secrets of the Museum (I)）                | 旁白：Dorothy Atkinson（英語原聲）；鄭麗麗（粵語配音）                                                                                              |                                |      |
| 12月14日 | 5     | 自然紀錄片    | 野性以色列（Wild Israel）                                            | 旁白：Reuven Miller（英語原聲）；陳欣（粵語配音）                                                                                                   |                                |      |
| 12月18日 | 1     | 動物紀錄片    | 親親聖誕鹿（Reindeer Family & Me）                                   | 主持：Gordon Buchanan（英語原聲）；陳欣（粵語配音）                                                                                                 |                                |      |
| 12月23日 | 3     | 健康資訊      | 醫生話你知（第六季）（Trust Me, I'm a Doctor (VI)）                  | 主持：Michael Mosley、Gabriel Weston、Chris van Tulleken、Saleyha Ahsan、Zoe Williams（英語原聲）；陳欣、陸惠玲、黃啟昌、鄭麗麗、黃昕瑜（粵語配音） |                                |      |
| 12月24日 | 4     | 歷史紀錄片    | 穹蒼下的地球（Earth from Space）                                     | 旁白：切華度·艾席霍（英語原聲）；李鎮然（粵語配音）                                                                                                 |                                |      |
| 12月25日 | 1     | 自然紀錄片    | 野性的聖誕（It's a Wild Christmas）                                  | 旁白：Chris Morgan（英語原聲）；翟耀輝（粵語配音）                                                                                                  |                                |      |
| 12月30日 | 7     | 飲食          | Rick Stein地中海風味遊（Rick Stein's From Venice to Istanbul）       | 主持：Rick Stein（英語原聲）；陳永信（粵語配音） |                                |      |
| 12月30日 | 1     | 自然紀錄片    | 企鵝郵局（Penguin Post Office）                                      | 旁白：Juliet Stevenson（英語原聲） |                                |      |

## 2021年
| 首播日期 | 集數    | 類別          | 節目名稱                                                                  | 主持/演出/旁白 | 官方網頁                    | 備註                  |
| -------- | ------- | ------------- | ------------------------------------------------------------------------- | --- | --------------------------- | --------------------- |
| 1月1日   | 2       | 自然紀錄片    | 動物狂舞派（Nature's Greatest Dancers）                                   | 主持：Steve Backshall（英語原聲）；陳耀楠（粵語配音） |                             |                       |
| 1月6日   | 1       | 動物紀錄片    | 座頭鯨真面目（Humpback Whales: A Detective Story）                        | 主持：Tom Mustill、Charlotte（英語原聲）；李安邦、何寶珊（粵語配音） |                             |                       |
| 1月13日  | 1       | 動物紀錄片    | 松鼠的小宇宙（The Super Squirrels）                                       | 旁白：奧莉薇雅·柯爾曼（英語原聲）；劉惠雲（粵語配音） |                             |                       |
| 1月15日  | 1       | 自然紀錄片    | 追蹤動物族群（Ultimate Swarms）                                           | 主持：George McGavin（英語原聲）；張炳強（粵語配音） |                             |                       |
| 1月18日  | 6       | 寵物紀錄片    | 寵物小寶貝（第一季）（Too Cute (I)）                                      | 旁白：Henry Strozier（英語原聲） |                             |                       |
| 1月20日  | 1       | 自然紀錄片    | 野性挪威峽灣（Magie der Fjorde）                                          | 旁白：Nick Corkill（英語原聲）；翟耀輝（粵語配音） |                             |                       |
| 1月24日  | 3       | 文化紀錄片    | 樂聖‧貝多芬（Being Beethoven）                                            | 旁白：彼得·卡帕爾蒂（英語原聲）；雷霆（粵語配音） |                             |                       |
| 1月27日  | 12      | 真人秀        | 再戰極地冒險王（Deadly on a Mission Pole to Pole）                        | 主持：Steve Backshall（英語原聲）；招世亮（粵語配音） |                             |                       |
| 1月31日  | 3       | 長者          | #銀髮KOL（#DontForgetMe）                                                 | 旁白：林元春（粵語配音） |                             |                       |
| 2月1日   | 6       | 飲食          | 星級餐廳（World's Best Restaurants）                                      | 旁白：詹健兒（粵語配音） |                             |                       |
| 2月2日   | 1       | 歷史紀錄片    | 穹蒼下的愛爾蘭（Aerial Ireland）                                          | 旁白：Eric Meyers（英語原聲）；李鎮然（粵語配音） |                             |                       |
| 2月5日   | 1       | 自然紀錄片    | 捕魚豹（Fishing Leopards）                                                | 旁白：大衛·愛登堡（英語原聲）；蘇強文（粵語配音） |                             |                       |
| 2月14日  | 5       | 文化紀錄片    | 生活在世界屋脊（第一季）（Living on the Roof of the World (I)）           | 主持：Jordan Nguyen、Mary-Ann Ochota、Nick Baker（英語原聲）；鍾見麟、陸惠玲、翟耀輝（粵語配音）                                                                                   |                             |                       |
| 2月16日  | 2       | 科學紀錄片    | 星途（Seven Ages of Starlight）                                           | 旁白：魯珀特·格雷夫斯（英語原聲） |                             |                       |
| 2月17日  | 6       | 飲食          | Rick Stein 印度風味遊（Rick Stein's India）                               | 主持：Rick Stein（英語原聲） |                             |                       |
| 2月17日  | 5       | 歷史紀錄片    | 穹蒼下的東瀛（Japan from Above）                                          | 旁白：Alexander Pattie（英語原聲）；李凱傑（粵語配音） |                             |                       |
| 2月19日  | 3       | 動物紀錄片    | 動物攝影師（Animals with Cameras）                                        | 旁白：袁淑珍（粵語配音） |                             |                       |
| 2月25日  | 1       | 自然紀錄片    | 珊瑚拯救隊（À la rescousse des coraux）                                   | 旁白：Agnès Jamonneau（英語原聲）；魏惠娥（粵語配音） |                             |                       |
| 2月27日  | 10      | 飲食紀錄片    | 甜味‧藝術                                                                 | 主持：蘇梽誠（華語原聲）；陳卓智（粵語配音） 旁白：林德成（華語原聲）；陳卓智（粵語配音）                                                                                          |                             |                       |
| 3月1日   | 1       | 自然紀錄片    | 大自然錯配（Nature's Misfits）                                            | 旁白：Bill Bailey（英語原聲）；麥皓豐（粵語配音） |                             |                       |
| 3月4日   | 1       | 科學紀錄片    | 驚世海嘯大預測（Could We Survive a Mega-Tsunami?）                        | 旁白：Sara Mendes da Costa（英語原聲）；黃玉娟（粵語配音） |                             |                       |
| 3月8日   | 1       | 動物紀錄片    | 大自然最佳拍檔（Nature's Perfect Partners）                               | 旁白：Bill Bailey（英語原聲）；張方正（粵語配音） |                             |                       |
| 3月12日  | 8       | 飲食紀錄片    | 料理的秘密                                                                | 旁白：林德成（華語原聲）；招世亮（粵語配音） |                             |                       |
| 3月14日  | 1       | 長者          | 長青不老（Aging Well Suzuki Style）                                       | 主持：大衛·鈴木（英語原聲）；招世亮（粵語配音） |                             |                       |
| 3月15日  | 6       | 飲食          | 大城小廚之超級食物（第一輯）（Jamie's Super Food (I)）                    | 主持：謝美·奧利華（英語原聲）；陳欣（粵語配音） |                             |                       |
| 3月21日  | 6       | 文化紀錄片    | 重現古埃及（第一季）（Lost Treasures of Egypt (I)）                       | 旁白：招世亮（粵語配音） |                             |                       |
| 3月24日  | 3       | 旅遊          | 阿Sue漫遊恆河（The Ganges with Sue Perkins）                              | 主持：Sue Perkins（英語原聲）；許盈（粵語配音） |                             |                       |
| 3月28日  | 4       | 長者          | 老友知生死（Miriam's Deathly Adventure）                                  | 主持：米瑞安·瑪格萊斯（英語原聲）；袁淑珍（粵語配音） |                             |                       |
| 4月2日   | 1       | 健康資訊      | 偏食真相（The Truth About Fussy Eaters）                                  | 旁白：Sarah Boddy（英語原聲）；許盈（粵語配音） |                             |                       |
| 4月2日   | 1       | 科學紀錄片    | 走進蛟龍號（Riding the Ocean Dragon）                                     | 主持：Rachel Thornton（英語原聲）；曾佩儀（粵語配音） |                             |                       |
| 4月2日   | 3       | 自然紀錄片    | 野性墨西哥（Wild Mexico）                                                 | 旁白：李鎮然（粵語配音） |                             |                       |
| 4月3日   | 3       | 歷史紀錄片    | 古都謎城（Ancient Invisible Cities）                                      | 主持：Michael Scott（英語原聲）；雷霆（粵語配音） |                             |                       |
| 4月4日   | 3       | 科學紀錄片    | 冰火科學（From Ice to Fire The Incredible Science of Temperature）        | 主持：海伦·切尔斯基（英語原聲）；鄭麗麗（粵語配音） |                             |                       |
| 4月5日   | 2       | 紀錄片        | 人工智能小6寶（Six Robots and Us）                                        | 旁白：Neil Morrissey（英語原聲）；黃啟昌（粵語配音） |                             |                       |
| 4月5日   | 2       | 紀錄片        | 拆解摩天巨塔（Secrets of the World's Super Skyscrapers）                  | 主持：Rob Bell（英語原聲）；雷霆（粵語配音） |                             |                       |
| 4月6日   | 2       | 自然紀錄片    | 極冰行動（Operation Iceberg）                                             | 主持：Chris Packham、海伦·切尔斯基、Andy Torbet、Chris van Tulleken（英語原聲）；黃啟昌、張頌欣、麥皓豐、李鎮然（粵語配音） 旁白：Alisdair Simpson（英語原聲）；張炳強（粵語配音） |                             |                       |
| 4月7日   | 4       | 飲食          | 隱世廚神（Hidden Restaurants with Michel Roux Jr）                        | 主持：Michel Roux Jr.、Freddy Bird（英語原聲）；朱子聰、李鎮然（粵語配音） |                             |                       |
| 4月7日   | 1       | 寵物真人秀    | IQ爆棚機靈狗（The Dog with an IQ of 102）                                 | 旁白：黃玉娟（粵語配音） |                             |                       |
| 4月10日  | 15      | 紀錄片        | 朝聖地                                                                    | 旁白：陳琴雲（粵語配音） |                             |                       |
| 4月11日  | 12      | 紀錄片        | 藍海世界（第六季）（Blue World (VI)）                                     | 主持：Jonathan Bird（英語原聲）；陳永信（粵語配音） 旁白：翟耀輝（粵語配音） |                             |                       |
| 4月14日  | 2       | 寵物紀錄片    | 寵物潛能（Pets - Wild at Heart）                                          | 旁白：大衛·田納特（英語原聲）；張方正（粵語配音） |                             |                       |
| 4月20日  | 5       | 真人秀        | 世外野人再出發（Ben Fogle: Return to the Wild）                           | 主持：本·福格爾（英語原聲）；黃啟昌（粵語配音） |                             |                       |
| 4月22日  | 12 (13) | 飲食          | 美食中國（第一季）（Cook Eat China (I)）                                  | 主持：James Cheah（英語原聲）；麥皓豐（粵語配音） |                             |                       |
| 4月23日  | 3       | 自然紀錄片    | 動物媽媽（Animal Mums）                                                   | 旁白：休·邦尼維爾（英語原聲）；李致林（粵語配音） |                             |                       |
| 4月25日  | 1       | 長者          | 冰上銀花（To the Worlds）                                                 | |                             |                       |
| 4月25日  | 1       | 健康資訊      | 戰勝亞氏保加症（Chris Packham: Asperger's and Me）                        | 主持：Chris Packham（英語原聲）；朱子聰（粵語配音） |                             |                       |
| 4月26日  | 8       | 飲食          | 大城小廚意國篇（Jamie Cooks Italy）                                       | 主持：謝美·奧利華、Gennaro Contaldo（英語原聲）；陳欣、陳永信（粵語配音） |                             |                       |
| 4月28日  | 1       | 動物紀錄片    | 動物真細小（Super Tiny Animals）                                          | 旁白：简·霍罗克斯（英語原聲） |                             |                       |
| 5月1日   | 1       | 健康資訊      | 斷食減肥法（The Big Crash Diet Experiment）                               | 主持：Javid Abdelmoneim（英語原聲）；李凱傑（粵語配音） |                             |                       |
| 5月2日   | 5       | 文化紀錄片    | 大藝術家（第四輯）（Great Art (IV)）                                      | 主持：Tim Marlow（英語原聲）；翟耀輝（粵語配音） |                             |                       |
| 5月2日   | 2       | 健康資訊      | 不藥而癒（The Doctor Who Gave Up Drugs）                                  | 主持：Chris van Tulleken（英語原聲）；黃啟昌（粵語配音） |                             |                       |
| 5月5日   | 3       | 動物紀錄片    | 動物真細小（Super Tiny Animals）                                          | 旁白：简·霍罗克斯（英語原聲） |                             |                       |
| 5月6日   | 6       | 住宅資訊      | 泰國豪華空間（第一輯）（Thailand Grand Spaces (I)）                       | 旁白：Martina Sprangers（英語原聲）；李潤知（粵語配音） |                             |                       |
| 5月6日   | 1       | 科學紀錄片    | 無底黑洞（Swallowed by a Black Hole）                                     | 旁白：Helen McCrory（英語原聲）；沈小蘭（粵語配音） |                             |                       |
| 5月8日   | 4 (5)   | 文化紀錄片    | 舞動文化（第一輯）                                                        | |                             |                       |
| 5月9日   | 3       | 健康資訊      | 留得住的青春（第二輯）（How To Stay Young (II)）                          | 主持：Angela Rippon、Chris van Tulleken（英語原聲）；袁淑珍、黃啟昌（粵語配音） |                             |                       |
| 5月9日   | 8       | 長者／兒童    | 爺孫要做Friend（나이거참）                                                | 主持：朴修弘、鄭亨敦（韓語原聲）；葉振聲、陳卓智（粵語配音） |                             |                       |
| 5月16日  | 2       | 健康資訊      | 細路不做藥煲（The Doctor Who Took Kids Off Drugs）                        | 主持：Chris van Tulleken（英語原聲）；黃啟昌（粵語配音） |                             |                       |
| 5月21日  | 5       | 財經/訪談     | 新時代・新商機                                                            | 主持：陳永陸 | 網頁 （页面存档备份，存于） |                       |
| 5月24日  | 1       | 動物紀錄片    | 狗狗密語（Secret Life of Dogs）                                           | 旁白：Martin Clunes（英語原聲）；張炳強（粵語配音） |                             |                       |
| 5月25日  | 1       | 歷史紀錄片    | 穹蒼下的黃石（Aerial America Yellowstone）                                | 旁白：Jim Conrad（英語原聲）；李鎮然（粵語配音） |                             |                       |
| 5月26日  | 2       | 紀錄片        | 穹蒼下的阿爾及利亞（L'Algérie vue du ciel）                               | 旁白：陳耀楠（粵語配音） |                             |                       |
| 5月27日  | 2       | 科學紀錄片    | 造出個星球（Richard Hammond Builds a Planet）                             | 主持：理查德·哈蒙德（英語原聲）；陳欣（粵語配音） |                             |                       |
| 5月28日  | 3       | 紀錄片        | 男子漢大丈夫（第一季）（Boy to Man（I））                                 | 主持：Tim Noonan（英語原聲）；陳耀楠（粵語配音） |                             |                       |
| 6月3日   | 12 (13) | 飲食          | 美食中國（第二季）（Cook Eat China (II)）                                 | 主持：James Cheah（英語原聲）；麥皓豐（粵語配音） |                             |                       |
| 6月4日   | 6       | 飲食          | 靚太家常菜（Nigella At My Table）                                         | 主持：奈潔拉·勞森（英語原聲）；許盈（粵語配音） |                             |                       |
| 6月4日   | 3       | 動物紀錄片    | 動物BB（Elephant Family & Me）                                            | 旁白：Gordon Buchanan（英語原聲）；陳欣（粵語配音） |                             |                       |
| 6月5日   | 5       | 文化紀錄片    | 每當樂園變幻時                                                            | |                             |                       |
| 6月5日   | 1       | 健康資訊      | 抗生素末日（Peak Antibiotics）                                            | 旁白：陳欣（粵語配音） |                             |                       |
| 6月6日   | 1       | 文化紀錄片    | 鑄書師（The Book Makers）                                                 | |                             |                       |
| 6月9日   | 4       | 歷史紀錄片    | 穹蒼下的亞洲（Aerial Asia）                                               | 旁白：Andrews Williams（英語原聲）；李鎮然（粵語配音） |                             |                       |
| 6月10日  | 8       | 真人秀        | 玩命全接觸（第一季）（Wild Things with Dominic Monaghan(I)）              | 主持：多米尼克·莫納漢（英語原聲） |                             |                       |
| 6月13日  | 1       | 飲食紀錄片    | 蜜糖掌門人（Masters of Honey）                                            | 旁白：翟耀輝（粵語配音） |                             |                       |
| 6月20日  | 1       | 飲食紀錄片    | 呍呢嗱掌門人（The Masters of Vanilla）                                    | 旁白：翟耀輝（粵語配音） |                             |                       |
| 6月21日  | 6       | 飲食          | 大城小廚之超級家常菜（Jamie's Super Food Family Classics）                | 主持：謝美·奧利華（英語原聲）；陳欣（粵語配音） |                             |                       |
| 6月25日  | 6       | 飲食          | 靚太下廚易（Simply Nigella）                                              | 主持：奈潔拉·勞森（英語原聲）；許盈（粵語配音） |                             |                       |
| 6月25日  | 5       | 自然紀錄片    | 野性哥倫比亞（Into the Wild Colombia）                                    | 旁白：Díana Bermudez（英語原聲）；許盈（粵語配音） |                             |                       |
| 6月27日  | 1       | 飲食紀錄片    | 麵包掌門人（The Masters of Bread）                                        | 旁白：翟耀輝（粵語配音） |                             |                       |
| 7月4日   | 1       | 飲食紀錄片    | 橄欖油掌門人（Masters of Olive Oil）                                      | 旁白：翟耀輝（粵語配音） |                             |                       |
| 7月10日  | 2       | 文化紀錄片    | 天涯海角有文明（Legend Hunt with Dick O'Hary）                            | 主持：Dick O'Hary（英語原聲）；陳欣（粵語配音） |                             |                       |
| 7月11日  | 1       | 飲食紀錄片    | 美酒掌門人（French Masters of Wine）                                      | 旁白：翟耀輝（粵語配音） |                             |                       |
| 7月16日  | 6       | 飲食          | 名廚爭鋒（Celebrity Chef East vs West）                                   | 主持：謝霆鋒、David Rocco（英語原聲）；李凱傑、陳卓智（粵語配音） |                             |                       |
| 7月18日  | 7       | 文化紀錄片    | 亞洲藝文化（第二輯）（Chasing the Sun (II)）                              | 主持：Stephen Friedman（英語原聲）；麥皓豐（粵語配音） |                             |                       |
| 7月24日  | 6       | 文化紀錄片    | 尋找失落瑰寶（Merveilles de Lunesco）                                     | 旁白：潘文柏（粵語配音） |                             |                       |
| 7月27日  | 2       | 健康資訊      | 有覺好瞓（Eamonn and Ruth How to Get a Good Night's Sleep）               | 主持：Eamonn Holmes、Ruth Langsford（英語原聲）；葉振聲、許盈（粵語配音） |                             |                       |
| 7月29日  | 1 (13)  | 旅遊          | 嘰哩咕嚕闖天下                                                            | 主持：王偉良、張智揚（華語原聲）；張方正、鍾見麟（粵語配音） |                             | 只播映TVB版本第4、5集 |
| 8月2日   | 1       | 自然紀錄片    | 野性冰島（Magisches Island – Leben auf der größten Vulkaninsel der Welt） | 旁白：Nick Corkill（英語原聲）；黃啟昌（粵語配音） |                             |                       |
| 8月5日   | 1       | 健康資訊      | 生理時鐘的奧妙（Body Clock: What Makes Us Tick?）                         | 主持：Ella Al-Shamahi、Aldo Kane（英語原聲）；鄭麗麗、蕭徽勇（粵語配音） |                             |                       |
| 8月6日   | 1       | 旅遊          | 靚姐香檳遊（Joanna & Jennifer: Absolutely Champers）                      | 主持：喬安娜·拉姆利、珍妮弗·桑德斯（英語原聲）；許盈、陸惠玲（粵語配音） |                             |                       |
| 8月11日  | 10      | 自然紀錄片    | 野性湄公河（Mysteries of the Mekong）                                     | 主持：Leila Monks（英語原聲）；陸惠玲（粵語配音） |                             |                       |
| 8月13日  | 9       | 紀錄片        | 男子漢大丈夫（第二季）（Boy to Man（II））                                | 主持：Tim Noonan（英語原聲）；陳耀楠（粵語配音） |                             |                       |
| 8月19日  | 13      | 真人秀        | 玩命全接觸（第三季）（Wild Things with Dominic Monaghan (III)）           | 主持：多米尼克·莫納漢（英語原聲）；李凱傑（粵語配音） |                             |                       |
| 8月25日  | 2       | 紀錄片        | 穹蒼下的摩洛哥（Maroc vu du ciel）                                        | 旁白：陳耀楠（粵語配音） |                             |                       |
| 8月27日  | 6       | 自然紀錄片    | 野性風之島（Island of the Monsoon）                                       | 旁白：Robert Blythe（英語原聲）；陳永信（粵語配音） |                             |                       |
| 8月29日  | 4       | 健康資訊      | 醫生話你知（第七季）（Trust Me, I'm a Doctor (VII)）                      | 主持：Michael Mosley、Alain Gregoire、Gabriel Weston、Zoe Williams、Giles Yeo（英語原聲）；陳欣、招世亮、陸惠玲、黃昕瑜、陳卓智（粵語配音）                                        |                             |                       |
| 8月30日  | 8       | 飲食/健康資訊 | 食出健康（Healthy Appetite）                                              | 主持：Pamela Flood（英語原聲）；鄭麗麗（粵語配音） |                             |                       |
| 8月31日  | 1       | 科學紀錄片    | 木星漫遊（Jupiter Revealed）                                              | 旁白：陶比·瓊斯（英語原聲）；陳欣（粵語配音） |                             |                       |
| 9月3日   | 6       | 飲食/旅遊     | 長毛鐵騎之一雞幾味（The Hairy Bikers' Chicken & Egg）                     | 主持：The Hairy Bikers（英語原聲）；張炳強、馮志輝（粵語配音） |                             |                       |
| 9月4日   | 10      | 文化紀錄片    | 鬼斧神“宮”（World's Greatest Palaces）                                    | 旁白：蘇強文（粵語配音） |                             |                       |
| 9月5日   | 3       | 住宅資訊      | 家‧源（The History of Home）                                              | 旁白：潘文柏（粵語配音） |                             |                       |
| 9月7日   | 10      | 紀錄片        | 藍海世界（第五季）（Blue World (V)）                                      | 主持：Jonathan Bird（英語原聲）；張錦江→陳永信（粵語配音） 旁白：翟耀輝（粵語配音）                                                                                                |                             |                       |
| 9月8日   | 2       | 紀錄片        | 穹蒼下的地中海（Méditerranée）                                            | 旁白：陳耀楠（粵語配音） |                             |                       |
| 9月26日  | 2       | 文化紀錄片    | 埃及十大秘寶（Top Ten Treasures of Egypt）                                | 主持：贝塔妮·休斯（英語原聲）；鄭麗麗（粵語配音） |                             |                       |
| 9月26日  | 1       | 健康資訊      | 變靚真相（The Truth about Looking Good）                                  | 主持：Cherry Healey（英語原聲）；劉惠雲（粵語配音） |                             |                       |
| 9月27日  | 12      | 飲食          | 美味頂峰（第十季）（Culinary Heights at Ikarus (X)）                      | 旁白：劉惠雲（粵語配音） |                             |                       |
| 9月28日  | 1       | 動物紀錄片    | 瀕危穿山甲（Pangolins The World's Most Wanted Animal）                    | 旁白：大衛·愛登堡（英語原聲）；張炳強（粵語配音） |                             |                       |
| 10月3日  | 1       | 健康資訊      | 癡肥真相（The Truth about Obesity）                                       | 主持：Chris Bavin（英語原聲）；李鎮然（粵語配音） |                             |                       |
| 10月4日  | 4       | 自然紀錄片    | 野性加國四季（The Wild Canadian Year）                                    | 旁白：朱子聰（粵語配音） |                             |                       |
| 10月10日 | 2       | 文化紀錄片    | 埃及十大木乃伊（Top Ten Egyptian Mummies）                                | 主持：贝塔妮·休斯（英語原聲）；鄭麗麗（粵語配音） |                             |                       |
| 10月15日 | 13      | 旅遊          | 品味遊（第四季）（A Taste of Travel）                                     | 主持：Carolyne Randoe、Scott McRae、Lynton Tapp、Susannah Guthrie（英語原聲）；曾秀清、翟耀輝、周倚天、廖杏茵（粵語配音）                                                          |                             |                       |
| 10月15日 | 6       | 紀錄片        | 太平洋「森」導遊（Pacific with Sam Neill）                                | 主持：森·尼爾（英語原聲）；張炳強（粵語配音） |                             |                       |
| 10月19日 | 6       | 旅遊          | 印度鐵路遊（印度鐵路紀行）                                                | 主持：邁克·波蒂略（英語原聲）；陳永信（粵語配音） |                             |                       |
| 10月24日 | 1       | 長者          | 不老有法（Hack Your Age）                                                 | 主持：Deedee（英語原聲）；陸惠玲（粵語配音） |                             |                       |
| 10月24日 | 8       | 紀錄片        | 絕境英雄（第一季）（Heroes and Survivors (I)）                            | 旁白：John Beach（英語原聲）；黃啟昌（粵語配音） |                             |                       |
| 10月28日 | 6       | 旅遊          | 海岸生態遊（Nigel Marven's Cruise Ship Adventures）                       | 主持：奈吉爾·馬文（英語原聲）；馮志輝（粵語配音） |                             |                       |
| 11月6日  | 1       | 健康資訊      | 自閉症與你（Are You Autistic?）                                           | 主持：Anna Richardson、Sam Ahern、Georgia Harper（英語原聲）；鄭麗麗、何寶珊、凌晞（粵語配音）                                                                                     |                             |                       |
| 11月7日  | 3       | 旅遊          | 魯友古道遊（第一季）（Britain's Ancient Tracks with Tony Robinson (I)）   | 主持：托尼·罗宾逊（英語原聲）；招世亮（粵語配音） |                             |                       |
| 11月10日 | 1       | 動物紀錄片    | 美洲豹大戰巨鱷（Jaguar vs. Croc）                                         | 旁白：Edward Marcoux（英語原聲）；鄧志堅（粵語配音） |                             |                       |
| 11月13日 | 6       | 文化紀錄片    | 英倫羅馬古道（Walking Britain's Roman Roads）                             | 主持：Dan Jones（英語原聲）；麥皓豐（粵語配音） |                             |                       |
| 11月13日 | 1       | 健康資訊      | 碳水化合物真相（The Truth about Carbs）                                   | 主持：Xand van Tulleken（英語原聲）；黃啟昌（粵語配音） |                             |                       |
| 11月17日 | 1       | 自然紀錄片    | 海洋大寶藏（Océans : Le nouvel El Dorado ?）                              | 旁白：Eva Savage（英語原聲）；鄭麗麗（粵語配音） |                             |                       |
| 11月20日 | 1       | 健康資訊      | 至FIT真相（The Truth about Getting Fit）                                  | 主持：Michael Mosley（英語原聲）；陳欣（粵語配音） |                             |                       |
| 11月28日 | 1       | 健康資訊      | 關愛厭食症（Louis Theroux Talking to Anorexia）                           | 主持：Louis Theroux（英語原聲）；陳欣（粵語配音） |                             |                       |
| 11月30日 | 5       | 科學紀錄片    | 八大行星（The Planets）                                                   | 旁白：沙查·昆圖（英語原聲）；陳欣（粵語配音） |                             |                       |
| 12月4日  | 5       | 飲食/健康資訊 | 食物偵探之決戰糖尿病（The Food Files vs Diabetes）                        | 主持：Nikki Muller（英語原聲）；沈小蘭（粵語配音） |                             |                       |
| 12月6日  | 8       | 旅遊          | 兩個轆遊東瀛（第四輯）（Cycle Around Japan (IV)）                         | 旁白：黃啟昌（粵語配音） |                             |                       |
| 12月12日 | 3       | 兒童紀錄片    | BB的小宇宙（Babies Their Wonderful World）                                | 旁白：Guddi Singh（英語原聲）；許盈（粵語配音） |                             |                       |
| 12月17日 | 1       | 飲食          | 靚太聖誕盛宴（Nigella's Christmas Table）                                 | 主持：奈潔拉·勞森（英語原聲）；許盈（粵語配音） |                             |                       |
| 12月19日 | 4       | 旅遊          | 魯友古道遊（第二季）（Britain's Ancient Tracks with Tony Robinson (II)）  | 主持：托尼·罗宾逊（英語原聲）；招世亮（粵語配音） |                             |                       |
| 12月24日 | 10      | 住宅資訊      | 湖畔華庭（第一輯）（Lakefront Luxury (I)）                                | 旁白：Colleen Rusholme（英語原聲）；林元春（粵語配音） |                             |                       |
| 12月24日 | 1       | 飲食          | 靚太聖誕大餐（Simply Nigella: Christmas Special）                         | 主持：奈潔拉·勞森（英語原聲）；許盈（粵語配音） |                             |                       |
| 12月25日 | 2       | 文化紀錄片    | 龐貝城十大遺產（Top Ten Treasures of Pompeii）                            | 主持：贝塔妮·休斯（英語原聲）；鄭麗麗（粵語配音） |                             |                       |
| 12月26日 | 1       | 紀錄片        | 奇趣工場：聖誕篇（Inside the Christmas Factory）                          | 主持：Gregg Wallace、Cherry Healey、Ruth Goodman（英語原聲）；蕭徽勇、劉惠雲、沈小蘭（粵語配音）                                                                                   |                             |                       |

## 2022年
| 首播日期 | 集數  | 類別          | 節目名稱                                                         | 主持/演出/旁白 | 官方網頁                       | 備註         |
| -------- | ----- | ------------- | ---------------------------------------------------------------- | --- | ------------------------------ | ------------ |
| 1月2日   | 9     | 紀錄片        | 奇趣工場（第四輯）（Inside the Factory (IV)）                    | 主持：Gregg Wallace、Cherry Healey、Ruth Goodman（英語原聲）；蕭徽勇、劉惠雲、沈小蘭（粵語配音）                                            |                                |              |
| 1月5日   | 26    | 飲食          | 邊走邊吃（第一輯）（Les Carnets de Julie (I)）                   | 主持：Julie Andrieu（法語原聲）；陸惠玲（粵語配音）                                                                                         |                                |              |
| 1月8日   | 3     | 歷史紀錄片    | 美妝的歷史（Makeup: A Glamorous History）                        | 主持：Lisa Eldridge（英語原聲）；鄭麗麗（粵語配音）                                                                                         |                                |              |
| 1月23日  | 5     | 文化紀錄片    | 舞動文化（第二輯）                                               | |                                |              |
| 1月29日  | 1     | 文化紀錄片    | 宮雕師（Miyabori: Carving Divinity）                             | 旁白：劉惠雲、麥皓豐（粵語配音） |                                |              |
| 2月5日   | 1     | 文化紀錄片    | 唐櫃: 千年之承傳（Karabitsu）                                    | 旁白：陸惠玲（粵語配音） |                                |              |
| 2月7日   | 10    | 清談          | 馬時亨名人堂                                                     | 主持：馬時亨 | TVB網頁 （页面存档备份，存于） |              |
| 2月12日  | 1     | 文化紀錄片    | 千年寺畫（Art for a Millennium The Heart of Kukai）              | 旁白：蕭徽勇（粵語配音） |                                |              |
| 2月13日  | 6     | 旅遊          | 魯友鐵道遊（第一季）（Around the World by Train (I)）            | 主持：托尼·罗宾逊（英語原聲）；招世亮（粵語配音）                                                                                           |                                |              |
| 2月19日  | 4     | 文化紀錄片    | 色彩日本（A World of Colours）                                   | 旁白：陸惠玲（粵語配音） |                                |              |
| 2月27日  | 10    | 文化紀錄片    | 世界名畫之最（Great Paintings of the World with Andrew Marr）    | 主持：安德鲁·玛尔（英語原聲）；陳欣（粵語配音）                                                                                             |                                |              |
| 3月1日   | 3     | 自然紀錄片    | 豐盛的海洋（Two Oceans）                                         | 旁白：陳欣（粵語配音） |                                |              |
| 3月19日  | 4     | 文化紀錄片    | 色彩澳洲（A World of Colours）                                   | 旁白：劉惠雲（粵語配音） |                                |              |
| 3月24日  | 1     | 自然紀錄片    | 空氣危機（Something in the Air）                                 | 旁白：Julie Hackett（英語原聲）；鄭麗麗（粵語配音）                                                                                         |                                |              |
| 3月25日  | 1     | 動物紀錄片    | 五隻小豬的故事（5 petits cochons）                               | 旁白：Hester Wilcox（英語原聲）；許盈（粵語配音）                                                                                           |                                |              |
| 3月31日  | 5     | 自然紀錄片    | 沙暴危機（Planet Sand）                                          | 旁白：蕭徽勇（粵語配音） |                                |              |
| 4月3日   | 3     | 健康資訊      | 醫生話你知（第八季）（Trust Me, I'm a Doctor (VIII)）            | 主持：Michael Mosley、Alain Gregoire、Gabriel Weston、Zoe Williams、Giles Yeo（英語原聲）；陳欣、招世亮、陸惠玲、黃昕瑜、陳卓智（粵語配音） |                                |              |
| 4月15日  | 1     | 自然紀錄片    | 昆蟲放大鏡（Little Matters Insects）                             | 旁白：黃啟昌（粵語配音） |                                |              |
| 4月18日  | 4     | 紀錄片        | 大地謎圖（Empreintes Vues Du Ciel）                              | 旁白：Laurent Pasquier（英語原聲）；陳耀楠（粵語配音）                                                                                      |                                |              |
| 4月20日  | 10    | 旅遊          | 美加鐵路遊（第四輯）（Great American Railroad Journeys (IV)）    | 主持：邁克·波蒂略（英語原聲）；陳永信（粵語配音）                                                                                           |                                |              |
| 4月22日  | 4     | 自然紀錄片    | 野性伊比利亞（Wild Iberia）                                      | 旁白：朱子聰（粵語配音） |                                |              |
| 5月10日  | 1     | 科學紀錄片    | 太空站看未來（De l'ISS à Mars - l'espace, avenir de la terre ?） | 旁白：鄧志堅（粵語配音） |                                |              |
| 5月12日  | 2     | 自然紀錄片    | 塑膠海洋（Drowning in Plastic）                                  | 主持：Liz Bonnin（英語原聲）；鄭麗麗（粵語配音）                                                                                            |                                |              |
| 5月17日  | 5     | 旅遊          | 銀幕外的風光（Terres de Cinéma）                                 | 旁白：蕭徽勇（粵語配音） |                                |              |
| 5月26日  | 4     | 自然紀錄片    | 冰川危機（Planet Ice）                                           | 旁白：麥皓豐（粵語配音） |                                |              |
| 6月13日  | 5     | 自然紀錄片    | 野性中印半島（Wildest Indochina）                                | 旁白：保羅·麥甘（英語原聲）；陳耀楠（粵語配音）                                                                                             |                                |              |
| 6月15日  | 1     | 自然紀錄片    | 野性塔斯曼尼亞（Tasmania Weird and Wonderful）                   | 旁白：大衛·愛登堡（英語原聲）；張炳強（粵語配音）                                                                                           |                                |              |
| 6月17日  | 4     | 動物紀錄片    | 狗狗幼稚園（Puppy School）                                       | 旁白：黃啟昌（粵語配音） |                                |              |
| 6月22日  | 3     | 動物紀錄片    | 野外大贏家（Wild Winners）                                       | 旁白：Chris Morgan（英語原聲）；鄧志堅（粵語配音）                                                                                          |                                |              |
| 6月25日  | 4     | 文化紀錄片    | 色彩哥倫比亞（A World of Colours）                               | 旁白：陸惠玲（粵語配音） |                                |              |
| 6月25日  | 6     | 科學紀錄片    | 登月五十年（Chasing the Moon）                                   | |                                |              |
| 6月28日  | 16    | 旅遊          | 踏破鐵鞋無地圖（第三輯）（Roadless Traveled (III)）              | 主持：Jonathan Legg（英語原聲）；鍾見麟（粵語配音）                                                                                         |                                |              |
| 6月29日  | 6     | 旅遊          | 澳洲鐵路遊（Great Australian Railway Journeys）                  | 主持：邁克·波蒂略（英語原聲）；陳永信（粵語配音）                                                                                           |                                |              |
| 6月30日  | 2     | 科學紀錄片    | 仿生科技（Biomimicry）                                           | 旁白：李鎮然（粵語配音） |                                |              |
| 7月13日  | 4     | 自然紀錄片    | 野性加拿大（Wild Canada）                                        | 旁白：大衛·鈴木（英語原聲）；鄧志堅（粵語配音）                                                                                             |                                |              |
| 7月14日  | 3     | 自然紀錄片    | 動物安樂窩（Animal Homes）                                       | 旁白：Chris Morgan（英語原聲）；鄧志堅（粵語配音）                                                                                          |                                |              |
| 7月15日  | 1     | 動物紀錄片    | 小獅子成長日記（From Cubs to Kings）                             | 主持：Kevin Richardson（英語原聲）；張炳強（粵語配音）                                                                                      |                                |              |
| 7月17日  | 1     | 文化紀錄片    | 非凡工藝：法貝熱彩蛋（Faberge: The Making of a Legend）          | 旁白：許盈（粵語配音） |                                |              |
| 7月17日  | 6     | 旅遊          | 魯友鐵道遊（第二季）（Around the World by Train (II)）           | 主持：托尼·罗宾逊（英語原聲）；招世亮（粵語配音）                                                                                           |                                |              |
| 7月18日  | 1     | 寵物紀錄片    | 喵星人的生活（Kittenhood）                                       | 旁白：Hester Wilcox（英語原聲）；鄭麗麗（粵語配音）                                                                                         |                                |              |
| 7月22日  | 1     | 動物紀錄片    | 長頸鹿的世界（Giraffe Up High and Personal）                     | 旁白：張炳強（粵語配音） |                                |              |
| 7月23日  | 3     | 文化紀錄片    | 四季看中華（Through the Seasons China）                          | 旁白：陳欣（粵語配音） |                                |              |
| 7月24日  | 1     | 文化紀錄片    | 非凡建築：奧賽博物館（Musee D'Orsay: A Great Metamorphosis）     | 旁白：翟耀輝（粵語配音） |                                |              |
| 7月24日  | 3     | 兒童紀錄片    | 童一個世界（Planet Child）                                       | 主持：Chris van Tulleken、Xand van Tulleken（英語原聲）；麥皓豐、陳欣（粵語配音） 旁白：Chloe Solomon（英語原聲）；黃玉娟（粵語配音）       |                                |              |
| 7月25日  | 1     | 自然紀錄片    | 天山－熊馬勝地（Tian Shan: Land of Bears and Horses）            | 旁白：李凱傑（粵語配音） |                                |              |
| 7月31日  | 1     | 文化紀錄片    | 非凡建築：摩納哥親王宮（Monaco: Building a Royal Palace）        | 旁白：翟耀輝（粵語配音） |                                |              |
| 8月1日   | 3     | 自然紀錄片    | 野性哥倫比亞（Wild Colombia）                                    | 主持：奈吉爾·馬文（英語原聲）；張錦江（粵語配音）                                                                                           |                                |              |
| 8月7日   | 1     | 文化紀錄片    | 非凡建築：楓丹白露宮（Fontainebleau: Building a Royal Palace）   | 旁白：翟耀輝（粵語配音） |                                |              |
| 8月10日  | 1     | 動物紀錄片    | 鴕鳥的抉擇（Ostrich A Life on the Run）                          | 旁白：雷霆（粵語配音） |                                |              |
| 8月13日  | 5     | 文化紀錄片    | 文明啟航（第一季）（Treasures with Bettany Hughes (I)）          | 主持：贝塔妮·休斯（英語原聲）；鄭麗麗（粵語配音）                                                                                           |                                |              |
| 8月14日  | 10    | 文化紀錄片    | 非凡建築（第一季）（The Art of Architecture (I)）                | 旁白：梁志達（粵語配音） |                                |              |
| 8月17日  | 1     | 自然紀錄片    | 救救小鸚鵡（Planet Parrot）                                      | 旁白：羅伯·布萊頓（英語原聲）；陳耀楠（粵語配音）                                                                                           |                                |              |
| 8月22日  | 1     | 自然紀錄片    | 蜘蛛放大鏡（Little Matters Spiders）                             | 旁白：陳永信（粵語配音） |                                |              |
| 8月29日  | 5     | 自然紀錄片    | 巴西：動物天堂（Brazil A Natural History）                       | 旁白：陳永信（粵語配音） |                                |              |
| 9月6日   | 6     | 飲食/健康資訊 | 大城小廚「素」Easy（Jamie's Ultimate Veg）                       | 主持：謝美·奧利華（英語原聲）；陳欣（粵語配音）                                                                                             |                                |              |
| 9月7日   | 2 (3) | 自然紀錄片    | 野性斯里蘭卡（Wild Sri Lanka）                                   | 旁白：保羅·麥甘（英語原聲）；陳耀楠（粵語配音）                                                                                             |                                |              |
| 9月9日   | 5     | 自然紀錄片    | 野性中東（Wildest Middle East）                                  | 旁白：朱子聰（粵語配音） |                                |              |
| 9月17日  | 3     | 文化紀錄片    | 大自然．藝之源（Nature and Us A History Through Art）            | 主持：詹姆斯·福克斯（英語原聲）；鄧志堅（粵語配音）                                                                                         |                                |              |
| 9月18日  | 8     | 旅遊          | 青年灣區職Fun班                                                  | 主持：黎芷珊、張彥博、陳貝兒、邵初 | 網頁 （页面存档备份，存于）    |              |
| 10月9日  | 4     | 旅遊          | 打死不離父子兵（第一季） （Breaking Dad (I)）                    | 主持：布拉德利·沃爾什、Barney Walsh（英語原聲）；招世亮、陳灝瑋（粵語配音） 旁白：亞歷山大·阿姆斯壯（英語原聲）；陳永信（粵語配音）         |                                |              |
| 10月14日 | 2     | 自然紀錄片    | 野性韓國（Wild Korea）                                           | 旁白：George Irving（英語原聲）；蕭徽勇（粵語配音）                                                                                         |                                |              |
| 10月23日 | 12    | 文化紀錄片    | 非凡建築（第二季）（The Art of Architecture (II)）               | 旁白：梁志達（粵語配音） |                                | 加兩集特別篇 |
| 11月1日  | 3     | 自然紀錄片    | 狂野天氣（Wild Weather with Richard Hammond）                    | 主持：理查德·哈蒙德（英語原聲）；陳欣（粵語配音）                                                                                           |                                |              |
| 11月7日  | 6     | 旅遊          | 打死不離父子兵（第二季）（Breaking Dad (II)）                    | 主持：布拉德利·沃爾什、Barney Walsh（英語原聲）；招世亮、陳灝瑋（粵語配音） 旁白：亞歷山大·阿姆斯壯（英語原聲）；陳永信（粵語配音）         |                                |              |
| 11月21日 | 4     | 自然紀錄片    | 野性庇護所（Endangered Wildlife Sanctuary）                      | 主持：Andrea Hayes（英語原聲）；曾秀清（粵語配音）                                                                                          |                                |              |
| 11月22日 | 1     | 健康資訊      | 人體行星（You, Planet）                                          | 旁白：西恩·帕威（英語原聲） |                                |              |
| 11月29日 | 1     | 自然紀錄片    | 阿Sir之發光世界（David Attenborough's Light on Earth）           | 主持：大衛·愛登堡（英語原聲）；張炳強（粵語配音）                                                                                           |                                |              |
| 12月18日 | 6     | 旅遊          | 打死不離父子兵（第三季）（Breaking Dad (III)）                   | 主持：布拉德利·沃爾什、Barney Walsh（英語原聲）；招世亮、陳灝瑋（粵語配音） 旁白：亞歷山大·阿姆斯壯（英語原聲）；陳永信（粵語配音）         |                                |              |
| 12月20日 | 8     | 自然紀錄片    | 風雲變色（第二季）（Strangest Weather on Earth (II)）            | 旁白：Ako Mitchell（英語原聲）；張錦江（粵語配音）                                                                                          |                                |              |

## 2023年
| 首播日期 | 集數  | 類別       | 節目名稱                                                        | 主持/演出/旁白 | 官方網頁                      | 備註 |
| -------- | ----- | ---------- | --------------------------------------------------------------- | --- | ----------------------------- | ---- |
| 1月3日   | 6 (7) | 住宅資訊   | 碧海華庭（第一季）（Homes by the Sea (I)）                      | 主持：Charlie Luxton（英語原聲）；蘇強文（粵語配音）                                                                                |                               |      |
| 1月12日  | 3     | 紀錄片     | 勇闖北極圈（Land of the Midnight Sun with Alexander Armstrong） | 主持：亞歷山大·阿姆斯壯（英語原聲）；陳永信（粵語配音）                                                                             |                               |      |
| 1月15日  | 10    | 文化紀錄片 | 非凡建築（第三季）（The Art of Architecture (III)）             | 旁白：梁志達（粵語配音） |                               |      |
| 1月25日  | 1     | 動物紀錄片 | 仙境靈猴（Mystery Monkeys of Shangri-La）                       | 旁白：黃榮亮（英語原聲）；鄧志堅（粵語配音）                                                                                        |                               |      |
| 1月29日  | 6     | 旅遊       | 打死不離父子兵（第四季）（Breaking Dad (IV)）                   | 主持：布拉德利·沃爾什、Barney Walsh（英語原聲）；招世亮、陳灝瑋（粵語配音） 旁白：亞歷山大·阿姆斯壯（英語原聲）；陳永信（粵語配音） |                               |      |
| 2月14日  | 8     | 住宅資訊   | 碧海華庭（第二季）（Homes by the Sea (II)）                     | 主持：Charlie Luxton（英語原聲）；蘇強文（粵語配音）                                                                                |                               |      |
| 2月14日  | 8     | 自然紀錄片 | 風雲變色（第三季）（Strangest Weather on Earth (III)）          | 旁白：Ako Mitchell（英語原聲）；張錦江（粵語配音）                                                                                  |                               |      |
| 2月23日  | 4     | 飲食       | 南亞私房食譜（Recipes That Made Me）                            | 主持：Nisha Katona（英語原聲）；謝潔貞（粵語配音）                                                                                  |                               |      |
| 3月10日  | 6     | 動物紀錄片 | 狗狗出遊記（第一季）（Walks with My Dog (I)）                   | |                               |      |
| 3月12日  | 2     | 長者       | 阿珠媽感動大作戰（60세미만 출입금지）                           | 旁白：張頌欣（粵語配音） |                               |      |
| 4月9日   | 6     | 旅遊       | 上山下海母友怕（50 Ways To Kill Your Mammies）                  | 主持：Baz Ashmawy（英語原聲）；黃啟昌（粵語配音）                                                                                   |                               |      |
| 4月11日  | 6     | 住宅資訊   | 碧海華庭（第三季）（Homes by the Sea (III)）                    | 主持：Charlie Luxton（英語原聲）；蘇強文（粵語配音）                                                                                |                               |      |
| 4月21日  | 3     | 自然紀錄片 | 進化島親子遊（My Family and the Galapagos）                     | 主持：Monty Halls（英語原聲）；陳欣（粵語配音）                                                                                     |                               |      |
| 4月23日  | 5 (6) | 旅遊       | 藝行英倫（第一季）（Tate Britain's Great British Walks (I)）    | 主持：Gus Casely-Hayford（英語原聲）；蘇強文（粵語配音）                                                                            |                               |      |
| 4月26日  | 10    | 飲食       | （第一輯）（Karena & Kasey's Foreign Flavours）                 | 主持：Karena Bird、Kasey Bird（英語原聲）；吳羨婷、葉曉欣（粵語配音）                                                               | TVB網頁（页面存档备份，存于） |      |
| 5月1日   | 1     | 健康資訊   | 睡眠真相（The Truth About Sleep）                               | 主持：Michael Mosley（英語原聲）；陳欣（粵語配音）                                                                                  |                               |      |
| 5月1日   | 3     | 健康資訊   | 寄宿醫生（第一季）（Doctor in the House (I)）                   | 主持：Rangan Chatterjee（英語原聲）；麥皓豐（粵語配音）                                                                             |                               |      |
| 5月26日  | 1     | 健康資訊   | 壓力真相（The Truth About Stress）                              | 主持：Fiona Phillips（英語原聲）；許盈（粵語配音）                                                                                  |                               |      |
| 5月28日  | 6 (8) | 文化紀錄片 | 文明啟航（第二季）（Treasures with Bettany Hughes (II)）        | 主持：贝塔妮·休斯（英語原聲）；鄭麗麗（粵語配音）                                                                                   |                               |      |
| 5月31日  | 10    | 飲食       | （第二輯）（Karena & Kasey's Foreign Flavours）                 | 主持：Karena Bird、Kasey Bird（英語原聲）；吳羨婷、葉曉欣（粵語配音）                                                               |                               |      |
| 6月9日   | 6     | 動物紀錄片 | 反斗動物BB（Extreme Animal Babies）                             | 旁白：陳灝瑋（粵語配音） |                               |      |
| 6月20日  | 6     | 住宅資訊   | 地中海華庭（第一季）（Homes by the Med (I)）                    | 主持：Charlie Luxton（英語原聲）；黃啟昌（粵語配音）                                                                                |                               |      |
| 6月24日  | 1     | 飲食紀錄片 | 咖啡掌門人（Masters of Coffee）                                 | 旁白：翟耀輝（粵語配音） |                               |      |
| 6月26日  | 1     | 動物紀錄片 | 智鬥八爪魚（Man Vs Octopus）                                    | 旁白：Bill Lloyd（英語原聲）；翟耀輝（粵語配音）                                                                                    |                               |      |
| 7月1日   | 8     | 訪談       | 馬時亨 香港情                                                   | 主持：馬時亨 | TVB網頁                       |      |
| 7月2日   | 4     | 長者       | 銀髮挑機高智能（Hard to Please OAPs）                           | 旁白：陸惠玲（粵語配音） |                               |      |
| 7月5日   | 4     | 飲食       | 尋味後花園（Kew on a Plate）                                    | 主持：Raymond Blanc、Kate Humble（英語原聲）；陳永信、劉惠雲（粵語配音）                                                            |                               |      |
| 7月5日   | 2     | 旅遊       | 請1日假去旅行澳門篇                                             | 主持：麥美恩、許文軒、林秀怡、曾展望                                                                                                | TVB網頁                       |      |
| 7月29日  | 1     | 飲食紀錄片 | 靚茶掌門人（The Masters of Luxury Tea）                         | 旁白：翟耀輝（粵語配音） |                               |      |
| 8月1日   | 6     | 住宅資訊   | 地中海華庭（第二季）（Homes by the Med (II)）                   | 主持：Charlie Luxton（英語原聲）；黃啟昌（粵語配音）                                                                                |                               |      |
| 8月2日   | 1     | 健康資訊   | 糖之真相（The Truth About Sugar）                               | 主持：Fiona Phillips（英語原聲）；林元春（粵語配音）                                                                                |                               |      |
| 8月9日   | 2     | 自然紀錄片 | 野性加那利群島（The Canary Islands）                            | 旁白：Andrew Solomon（英語原聲）；雷霆（粵語配音）                                                                                  |                               |      |
| 8月16日  | 1 (4) | 健康資訊   | 寄宿醫生（第二季）（Doctor in the House (II)）                  | 主持：Rangan Chatterjee（英語原聲）；劉惠雲（粵語配音）                                                                             |                               |      |
| 8月21日  | 3     | 自然紀錄片 | 精靈小動物（New Life）                                          | 旁白：陳耀楠（粵語配音） |                               |      |
| 8月30日  | 1     | 自然紀錄片 | 野性瑞士（Wild Switzerland）                                    | 旁白：Paul Bendelow（英語原聲）；陳廷軒（粵語配音）                                                                                 |                               |      |
| 9月6日   | 1     | 自然紀錄片 | 野性伊斯坦布爾（Wildes Istanbul）                               | 旁白：麥皓豐（粵語配音） |                               |      |
| 9月6日   | 1     | 自然紀錄片 | 野性北歐海峽（Wild Skagerrak）                                  | 旁白：蘇強文（粵語配音） |                               |      |
| 9月11日  | 1     | 自然紀錄片 | 野性威尼斯（Wild Venice）                                       | 旁白：Andrew Solomon（英語原聲）；陳耀楠（粵語配音）                                                                                |                               |      |
| 9月18日  | 1     | 自然紀錄片 | 動物花生騷（Crazy Creature Costumes）                           | 旁白：陳欣（粵語配音） |                               |      |
| 9月22日  | 6     | 紀錄片     | 山系人生（Mountains and Life）                                  | 旁白：蕭徽勇（粵語配音） |                               |      |
| 9月25日  | 1     | 自然紀錄片 | 野性撒丁島（Wild Sardinia）                                     | 旁白：蘇強文（粵語配音） |                               |      |
| 9月29日  | 1     | 自然紀錄片 | 亞速爾海底世界（Azoren - Tanz um den Vulkan）                   | 旁白：Andrew Solomon（英語原聲）；張錦江（粵語配音）                                                                                |                               |      |
| 10月2日  | 1     | 動物紀錄片 | 動物殺手鐧（Animal Weapons）                                    | 旁白：Nina Sosanya（英語原聲）；鄭麗麗（粵語配音）                                                                                  |                               |      |
| 10月5日  | 1     | 自然紀錄片 | 野性愛爾蘭（Wild Ireland The Edge of the World）                | 旁白：Julie McCarthy（英語原聲）；陳琴雲（粵語配音）                                                                                |                               |      |
| 10月6日  | 3     | 自然紀錄片 | 野性加勒比（Wild Caribbean Rhythms of Life）                    | 旁白：Andrew Solomon（英語原聲）；黃啟昌（粵語配音）                                                                                |                               |      |
| 10月16日 | 10    | 飲食       | 美女南意佳餚（Michela's Tuscan Kitchen）                        | 主持：Michela Chiappa（英語原聲）；曾秀清（粵語配音）                                                                               |                               |      |
| 10月16日 | 1     | 動物紀錄片 | 小豹成長路（Cheetahs Growing Up Fast）                          | 旁白：大衛·愛登堡（英語原聲）；張炳強（粵語配音）                                                                                   |                               |      |
| 10月23日 | 1     | 動物紀錄片 | 親親長頸鹿（Giraffes Africa's Gentle Giants）                   | 旁白：大衛·愛登堡（英語原聲）；陳永信（粵語配音）                                                                                   |                               |      |
| 10月30日 | 1     | 寵物紀錄片 | 家有巨犬（The Biggest Dog in the World）                        | 旁白：Ralf Little（英語原聲）；關令翹（粵語配音）                                                                                   |                               |      |
| 11月1日  | 10    | 飲食/旅遊  | Rick Stein 週末美食遊（Rick Stein's Long Weekends）             | 主持：Rick Stein（英語原聲）；陳永信（粵語配音）                                                                                    |                               |      |
| 11月6日  | 1     | 動物紀錄片 | 袖珍小動物（Super Small Animals）                               | 旁白：Patrick Aryee（英語原聲）；蘇強文（粵語配音）                                                                                 |                               |      |
| 11月9日  | 1     | 紀錄片     | 恐龍與鯨魚（Dippy and the Whale）                               | 旁白：大衛·愛登堡（英語原聲）；張炳強（粵語配音）                                                                                   |                               |      |
| 11月13日 | 3     | 自然紀錄片 | 野性黃石（Great American Thaw）                                 | 主持：Kirk Johnson（英語原聲）；鄧志堅（粵語配音）                                                                                  |                               |      |
| 11月16日 | 3     | 自然紀錄片 | 高山生命力（Mountains Life Above the Clouds）                   | 旁白：道格拉斯·亨歇爾（英語原聲）；雷霆（粵語配音）                                                                                 |                               |      |
| 12月19日 | 1     | 自然紀錄片 | 北極熊覓食之旅（The Great Polar Bear Feast）                    | 旁白：Eric Meyers（英語原聲）；陳欣（粵語配音）                                                                                     |                               |      |

## 2024年
重播節目：老廣的味道（第二季）、滋味工場、Rick Stein 週末美食遊、碧海華庭（第二季）、快樂長門人、大自然．藝之源、動物安樂窩、健康滋味姊妹花、Rick Stein 墨西哥風味遊、無窮之路II - 無價之保、無窮之路III - 無垠之疆、白雪名駒、天山－熊馬勝地、沙暴危機、野性哥倫比亞、野性中東、風雲變色（第二季）、我的麻煩寵物、奇趣工場、蜘蛛放大鏡。